# Protohermes weelei
Protohermes weelei är en insektsart som beskrevs av Navás 1925. Protohermes weelei ingår i släktet Protohermes och familjen Corydalidae. Inga underarter finns listade i Catalogue of Life.